# El Vilar de Cabó
El Vilar de Cabó, również: El Vilar d’Organyà, El Vilar de Segre – miejscowość w Hiszpanii, w Katalonii, w prowincji Lleida, w comarce Alt Urgell, w gminie Cabó.
Według danych INE w 2020 roku liczyła 21 mieszkańców – 13 mężczyzn i 8 kobiet. 